# Kulony
Kulony (Burhinidae) – rodzina ptaków z rzędu siewkowych (Charadriiformes).

## Występowanie
Rodzina kulonów obejmuje gatunki zamieszkujące suche, piaszczyste tereny takie jak stepy i półpustynie, jednak zawsze w pobliżu zbiorników wodnych. Spotyka się je w Afryce, Europie, zachodniej, środkowej i południowej Azji, Australazji oraz Ameryce Środkowej i Południowej.

## Cechy charakterystyczne
Ptaki te charakteryzują się następującymi cechami:
- długość ciała pomiędzy 32 a 59 cm[3]
- duże oczy
- silny, średni lub krótki dziób
- długie nogi
- trzy palce połączone szczątkową błoną pławną
- upierzenie od żółtego po brązowe, zazwyczaj z ciemnym rysunkiem
- żywią się bezkręgowcami i drobnymi kręgowcami
- gniazdo stanowi zagłębienie gruntu
- w zniesieniu najczęściej dwa jaja, które wysiadują oboje rodzice
- oboje rodzice opiekują się pisklętami
- zagniazdowniki.

## Systematyka
Do rodziny należą następujące rodzaje:
- Hesperoburhinus Černý, van Els, Natale & Gregory, 2023
- Esacus Lesson, 1831
- Burhinus Illiger, 1811